# Rubén Martín
Rubén Martín Martos Pérez (Madrid, 3 de abril de 1982), más conocido como Rubén Martín, es un periodista deportivo y narrador deportivo.

## Biografía
Tras finalizar la carrera de periodismo en 2005 en la Universidad Carlos III, de la que también fue profesor en su Departamento de Comunicación Audiovisual, se inició profesionalmente en La Tribuna de Toledo. Más adelante, pasó por la redacción de SER Toledo, donde presentó A vivir que son dos días en su edición provincial, y por SER Móstoles, donde empezó a ejercer en el ámbito de la información deportiva. Tras dos años en la ciudad madrileña, fue trasladado a Villarreal, donde ejerció como jefe de deportes en Radio Castellón.
Siguió durante dos temporadas al Villarreal. Tras dos años narrando las peripecias del club villarrealense, se incorporó a la redacción central de Radio Madrid-Cadena SER, donde fue redactor de El larguero de José Ramón de la Morena y narrador de los partidos más destacados de Carrusel Deportivo junto con Manolo Lama.
En 2010, ficha junto a Paco González, Pepe Domingo Castaño y otros muchos compañeros del equipo de deportes de la emisora de Prisa por la Cadena COPE.
Hasta el fichaje de Manolo Lama por la Cadena Cope se encargaba de narrar los partidos del Real Madrid y la selección española, además de ser editor de La linterna junto a Juan Pablo Colmenarejo.
En 2020, ficha por DAZN para narrar los partidos más destacados de la Copa del Rey de Fútbol.